# 幻想曲 (シューマン)
幻想曲 ハ長調（げんそうきょく はちょうちょう：Fantasie C-Dur）作品17は、ロベルト・シューマン作曲のピアノのための幻想曲。シューマン初期のピアノ曲で、『クライスレリアーナ』などと並び、彼のロマン主義志向が顕著に現れた代表的作品である。3楽章からなるソナタ風幻想曲で、演奏時間は30分程度。

## 概要
1835年、フランツ・リストらを中心としてボンにベートーヴェン記念碑の建立が計画された。発起人に名を連ねたシューマンは、寄附を目的として翌年から1838年にかけてこの曲を作曲した。ベートーヴェンを讃えるため曲中にベートーヴェンの作品が引用されているが、一方でクララ・ヴィークのための作品でもある。この時期はシューマンがクララと婚約しながら彼女の父親の猛反対で先が見えない時期に当たり、構想段階の表題、引用されたベートーヴェンの連作歌曲『遥かなる恋人に』、さらには第1楽章の頻繁な転調と不安定な調性感もそれを反映しているといわれる。
当初は『フロレスタンとオイゼビウスによる大ソナタ』と題され、各楽章にも表題がつけられていたが、結局は外され、代わって冒頭にフリードリヒ・シュレーゲルの詩の一節がモットーとして掲げられた
。1839年出版。1839年6月5日にリストは「あなたに献呈していただいた幻想曲は最高級の作品です。あなたからこのような壮大な曲の献呈をうける光栄に浴したことは、私は本当に誇りに感じております。私はこの曲にとりくみ、これから最大限の効果をあげられるように、それを徹底に調べようと思います。」と感謝してシューマンから受け取った。後にリストは返礼として『ピアノソナタ ロ短調』をシューマンに献呈している。

## 構成
第1楽章 "Durchaus fantastisch und leidenschaftlich vorzutragen - Im Legenden-ton - Tempo primo"（全く幻想的に、情熱的に弾くこと - 昔語りの調子で - 初めのテンポで）
初めは「廃墟」と題された。4分の4拍子、自由なソナタ形式による。冒頭から華やかな伴奏に導かれてハ長調の第1主題が現れるが、まもなくこのモチーフがハ短調で現れ、そのまま第2主題へ続く。展開部に当たる部分の途中で「昔語りの調子で(Im Legendenton)」と書かれた悲痛なハ短調主題が現れ、これを中心にして展開される。「初めのテンポで」と指定された再現部は第1主題がハ短調で現れる部分から始まる。末尾のあこがれに満ちたアダージョではベートーヴェンの連作歌曲『遥かなる恋人に寄す』が引用され、静かに終わる。
第2楽章 "Mäßig. Durchaus energisch - Etwas langsamer - Viel bewegter"（中庸に。全く精力的に - ややゆっくりと - 極めて活発に）
初めは「凱旋門」または「勝杯」と題された。4分の4拍子、変ホ長調、自由なロンド形式による。第1主題は行進曲風。第2主題ではシューマン好みの付点リズムが強調される。さらに変イ長調のゆっくりした主題が現れるが、再び精力的な音楽に帰り輝かしくしめくくられる。ベートーヴェンのピアノソナタ第28番との共通性も指摘される。
第3楽章　"Langsam getragen. Durchweg leise zu halten - Etwas bewegter"（ゆっくり弾くこと。常に静けさをもって - やや活発に）
初めは「星の冠」または「棕櫚の枝」と題された、第2楽章とは対照的に静かな勝利の歌である。8分の12拍子、ハ長調。ソナタでいえば緩徐楽章に当たるが、自由なソナタ形式をとっている。この緩徐楽章で独特の余韻を残して曲は終わる。